# Nečín
Nečín (německy Netschin) je obec v okrese Příbram ve Středočeském kraji, asi 10 km jihovýchodně od Dobříše. Žije zde 778 obyvatel.

## Historie
První písemná zmínka o obci pochází z roku 1570.

## Geografie
Nejvyšší bod v obci je kopec Žebrácká Besídka (508 m n. m.). V okolí se těžila šedobílá nečínská žula a nachází se zde proto mnoho opuštěných a zatopených lomů.

## Obecní správa

### Části obce:
- Bělohrad (k. ú. Skalice u Dobříše)
- Jablonce (k. ú. Nečín)
- Lipiny (k. ú. Lipiny)
- Nečín (k. ú. Nečín)
- Skalice (k. ú. Skalice u Dobříše)
- Strupina (k. ú. Nečín)
- Vaječník (k. ú. Žebrák u Nečína)
- Žebrák (k. ú. Žebrák u Nečína)

K obci patří také Křelovice, Na Dvorských a Vrchy.
Sousedními obcemi sídla jsou Ouběnice, Obory, Daleké Dušníky, Drhovy, Drevníky, Hřiměždice, Županovice a Višňová.

### Územněsprávní začlenění
Dějiny územněsprávního začleňování zahrnují období od roku 1850 do současnosti. V chronologickém přehledu je uvedena územně administrativní příslušnost obce v roce, kdy ke změně došlo:
- 1850 země česká, kraj Praha, politický okres Příbram, soudní okres Dobříš[4]
- 1855 země česká, kraj Praha, soudní okres Dobříš
- 1868 země česká, politický okres Příbram, soudní okres Dobříš
- 1939 země česká, Oberlandrat Tábor, politický okres Příbram, soudní okres Dobříš[5]
- 1942 země česká, Oberlandrat Praha, politický okres Příbram, soudní okres Dobříš[6]
- 1945 země česká, správní okres Příbram, soudní okres Dobříš[7]
- 1949 Pražský kraj, okres Dobříš[8]
- 1960 Středočeský kraj, okres Příbram
- 2003 Středočeský kraj, okres Příbram, obec s rozšířenou působností Dobříš

## Společnost

### Rok 1932
V roce 1932 byly v obci Nečín (přísl. Jablonce, Lipiny, Valečník, Žebrák, 981 obyvatel, poštovna) evidovány tyto živnosti a obchody: hodinář, 3 hostince, 6 kamenických závodů, kolář, kovář, obchod s lahvovým pivem, obuvník, porodní asistentka, 3 řezníci, 5 obchodů se smíšeným zbožím, trafika, 2 truhláři, velkostatek.

## Pamětihodnosti
- U silnice 102 se nachází v horní i dolní části obce kaple. Poblíž každé kaple se nalézá kříž na kamenném podstavci.

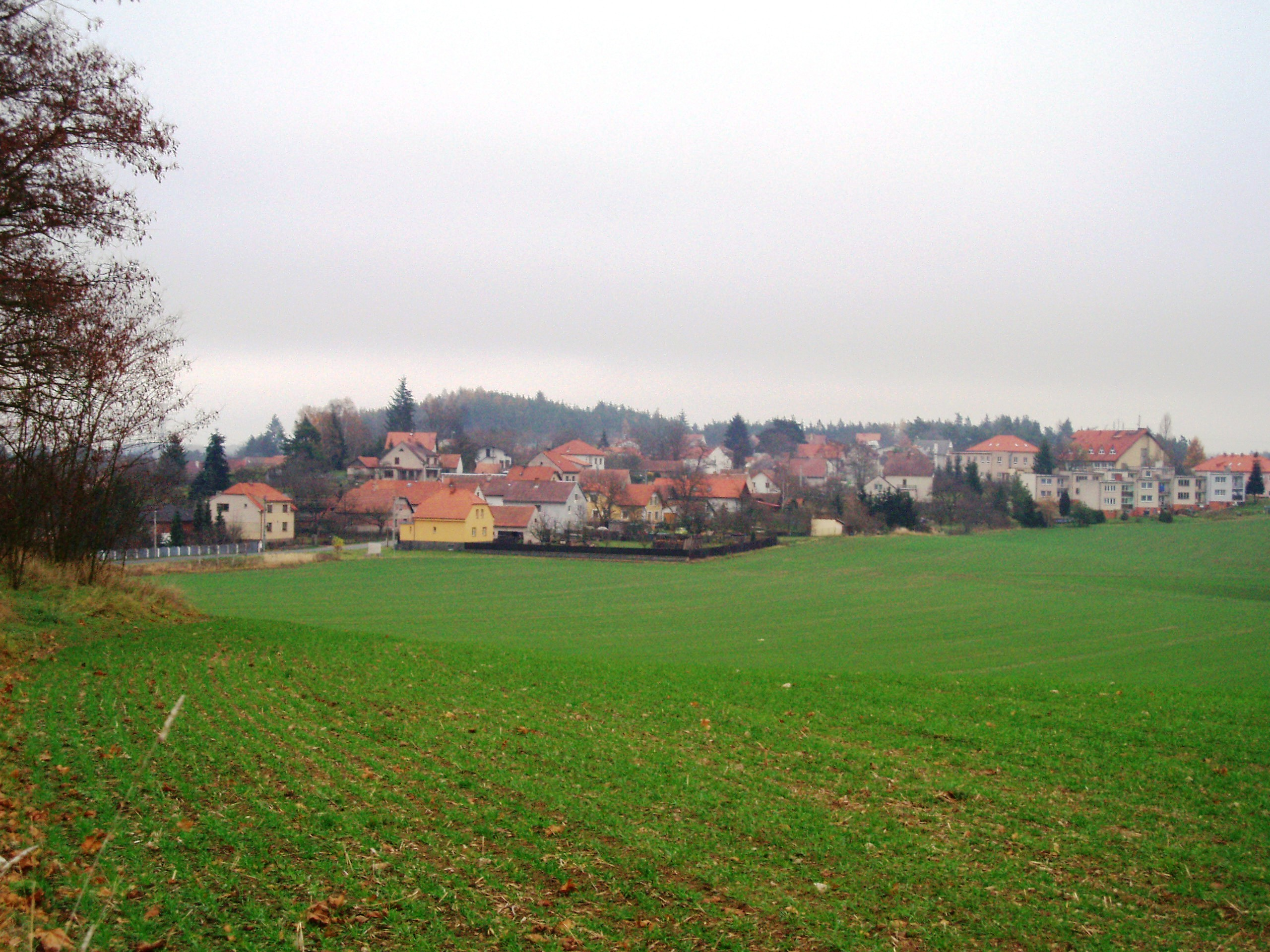
Pohled na obec

## Doprava

### Dopravní síť
Obcí vede silnice II/102 Praha-Zbraslav – Štěchovice – Chotilsko – Nečín – Obory – Kamýk nad Vltavou – Krásná Hora nad Vltavou – Milešov – Milevsko. Do obce dále vedou silnice III. třídy. Železniční trať ani stanice či zastávka na území obce nejsou.

### Autobusová doprava 2024
Autobusovou dopravu v obci Nečín zajišťuje společnost Arriva Střední Čechy. Obec je součástí Pražské integrované dopravy (PID). V obci se nachází zastávka Nečín. Pod obec spadají také zastávky Nečín,Bělohrad, Nečín,Jablonce, Nečín,Lipiny, Nečín,Lipiny,rozc., Nečín,Skalice a Nečín,Žebrák. V místních částech Strupina a Vaječník se autobuové zastávky nenacházejí. Obec obsluhují dvě autobusové linky: 515 a 520. Linka 515 spojuje Příbram s obcemi Dubno, Drásov, Višňová, Ouběnice, Daleké Dušníky, Nečín, Hřiměždice, Drevníky, Županovice a Borotice. Linka 520 propojuje Dobříš s okolními obcemi včetně Nečína, Hřiměždic nebo Kamýku nad Vltavou.

## Turistika
Územím obce vedou turistické trasy  Nečín - Daleké Dušníky - Strž,  Obory - Hřiměždice - Žebrák - Strž a  Žebrák - Nečín - Vrchy - Hřiměždice - Zadní Háje - Cholín.

## Galerie

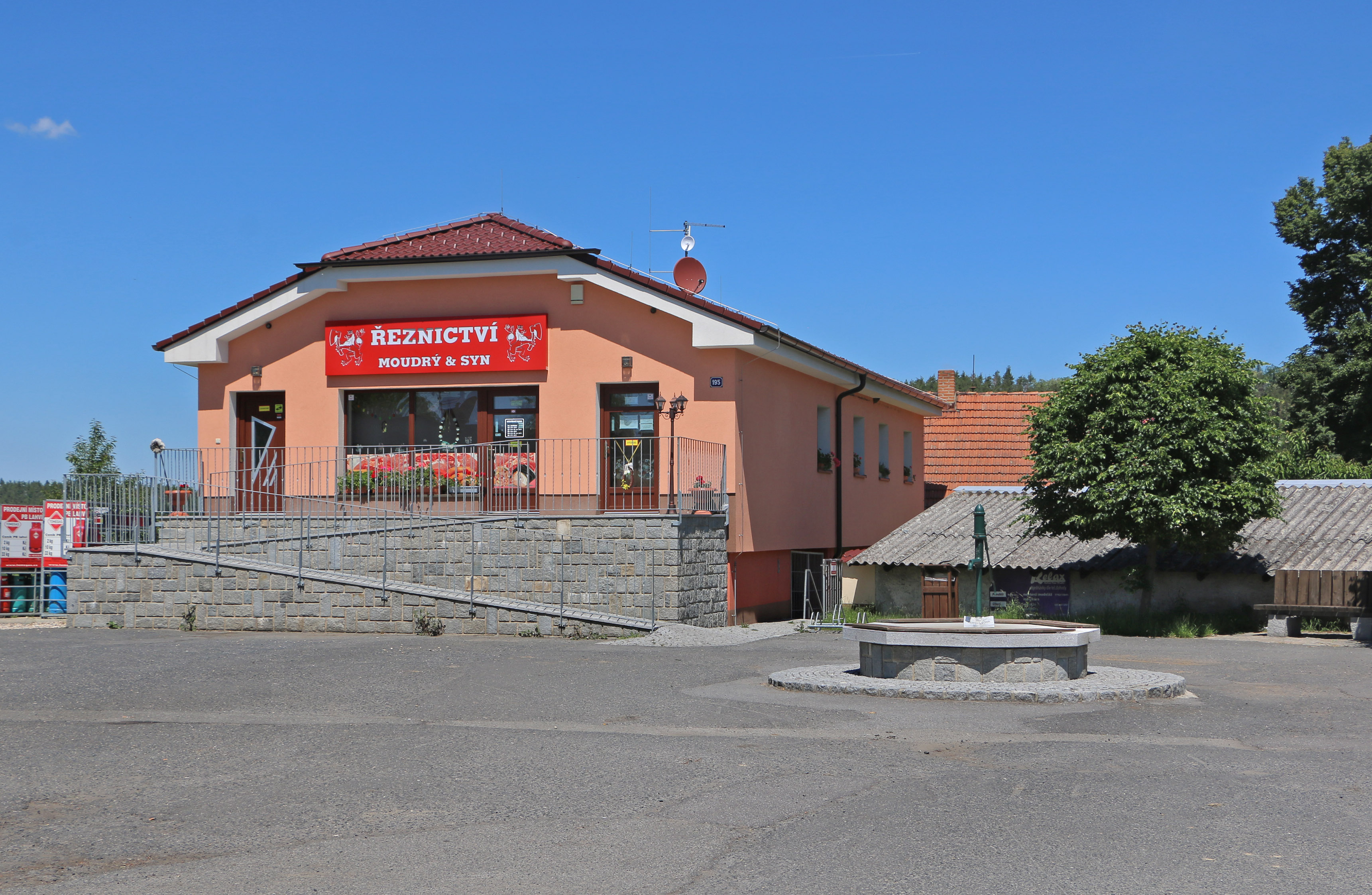
Řeznictví na návsi
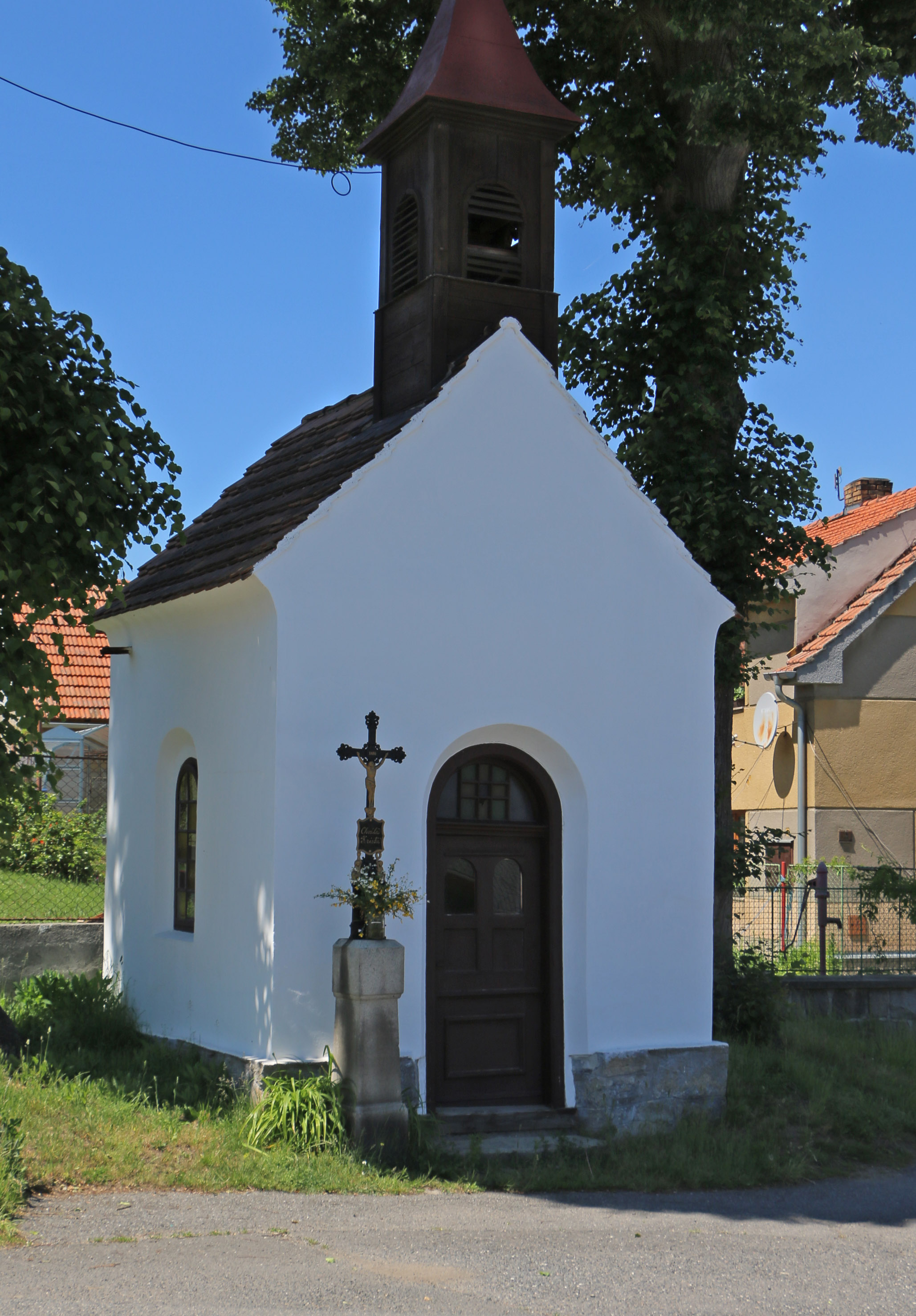
Kaple
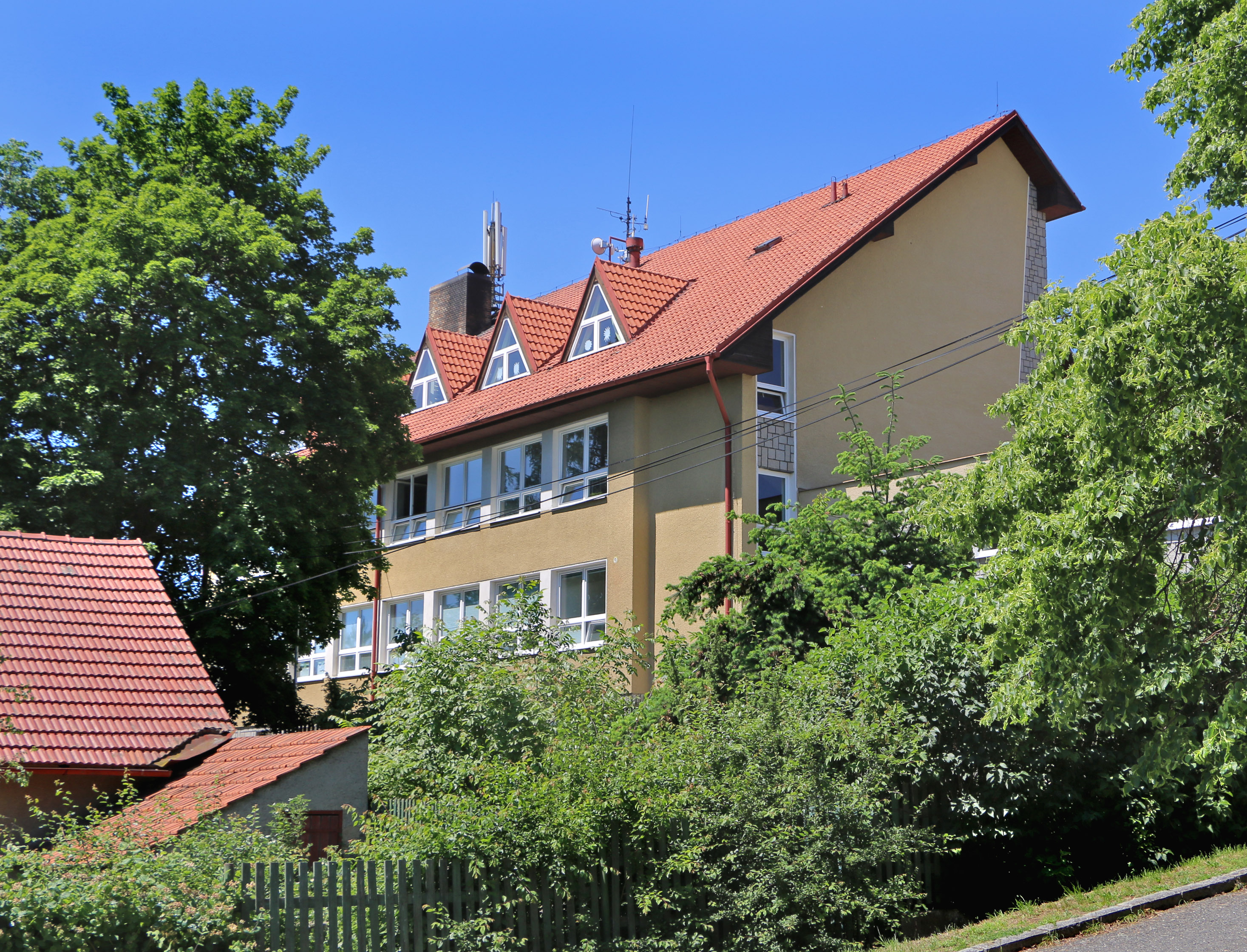
Základní škola
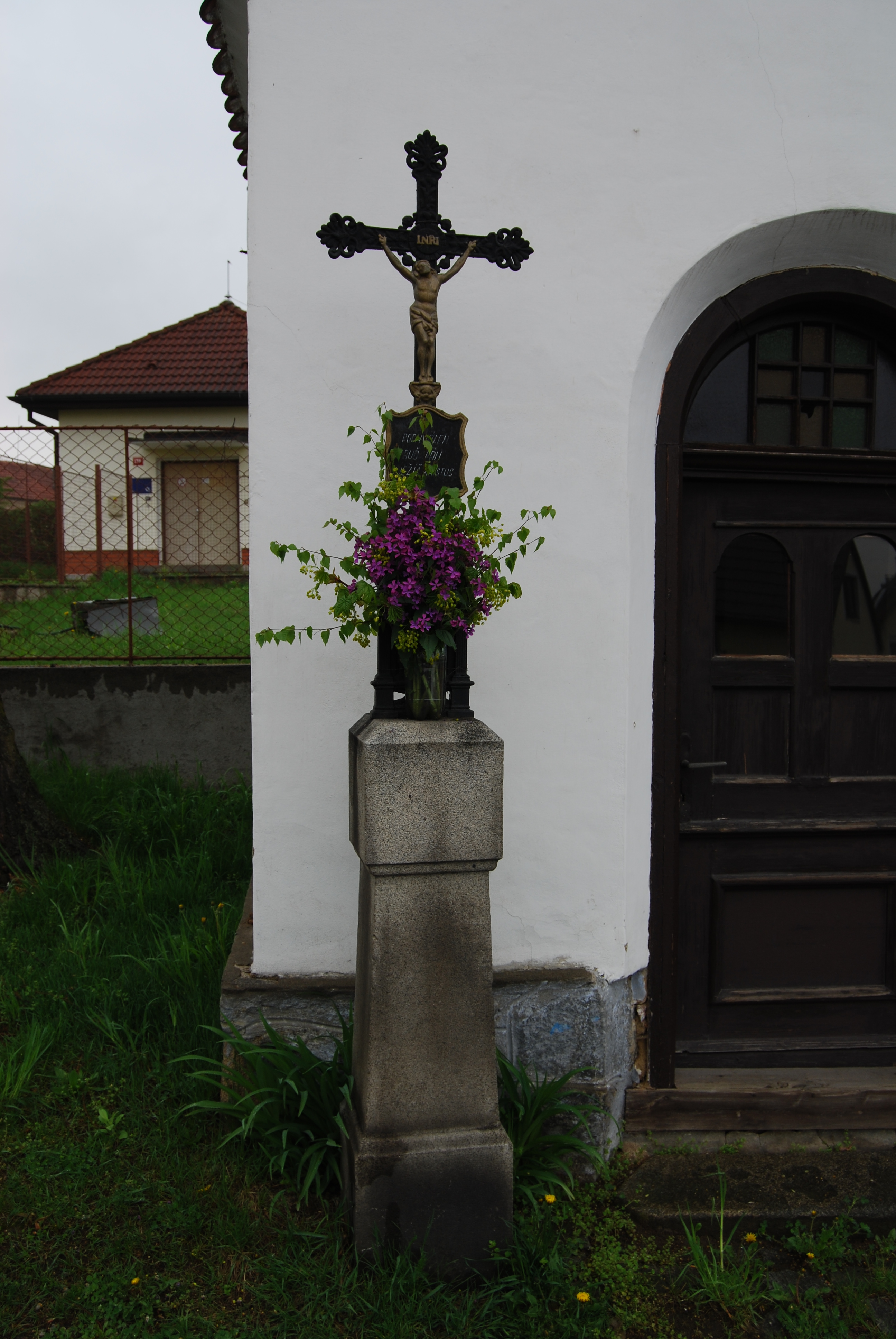
Detail kříže u kaple